# 食品科学期刊
食品科学期刊（英語：Journal of Food Science）是创立于1936年的有同行评审制度的科学期刊，由约翰威立以位于芝加哥的食品工艺学家学会的名义出版，内容覆盖食品科学的各个方面，包括营养学和安全。按1996-2005年的统计，食品科学期刊在食品科学与技术方面的期刊中影响因子排名第八。

## 历史
1936年伊利诺伊大学香槟校区的弗雷德·W·坦纳教授创办了双月刊《食品研究》并任主编，到年底共有55篇文章发表
1950年《食品研究》被食品技术研究所和Zoltan I. Kertesz收购。1961年加州大学戴维斯校区的乔治·斯图尔特开始担任主编，他将《食品研究》改名为现今的《食品科学期刊》。1971年1月，原先在美国食品工艺学家学会的《食品技术》期刊上刊登的应用类文章，全部改由《食品科学期刊》刊登，伯纳德·里斯卡担任主编，直到1981年。
1996年《食品科学期刊》的内容开始分食品科学、食品工程、食品微生物学、营养和 感官分析)几个部分进行刊登。1998-2003年Owen R. Fennema担任主编，期间期刊的出版频率从每年六期提高到了现今的每年九期。从2007起,期刊自从创刊起的所有内容均可在网上查看

## 外在链接
- 官方网站
- Journal of Food Science information
- Non-profit journals information on Journal of Food Science （页面存档备份，存于）